# Jean-François Persoz
Jean-François Persoz (Suïssa, 1805 - París, 1868) va ser un químic francès. Va ser professor d'altres químics com Louis Jacques Thénard al Collège de France l'any 1828. També va ser professor de la Universitat d'Estrasburg. L'any 1830 va esdevenir director de l'Escola de Farmàcia, a més de ser inspector del departament de farmacèutics. L'any 1850, va succeir en el càrrec a Jean-Baptiste Dumas a La Sorbona i va oferir cursos de tintures i impressió sobre llenç al Conservatoire National des Arts et Métiers (CNAM) on va obtenir una càtedra en Química Industrial l'any 1852.

## Treball
Persoz va estudiar la solubilitat dels cossos, així com el seu volum atòmic de la dextrina i de la roja. Va reeixir aïllar químicament l'any 1833, amb el seu company Anselme Payen, l'amilasa (diastase) de malt i va demostrar la seua presència a la saliva. Així va descobrir el primer enzim aïllat i estudiat en la història de la bioquímica. L'any 1835, junt a Jean-Baptiste Biot, va demostrar que es pot seguir la inversió del sucre de canya simplement en observar de forma contínua la variació de la rotació òptica d'una solució de sucre prèviament acidulada.